# Вася-Совесть
«Вася-Совесть» — сольный альбом российского рок-музыканта Александра Ф. Скляра, выпущенный в 2011 году концерном «Союз».

## Об альбоме
Альбом назван в честь лирического героя, благородного преступника с печальной судьбой, который вскользь был упомянут Виктором Пелевиным в повести «Нижняя тундра» — Скляра привлёк этот персонаж, он посвятил ему песни «Вася-Совесть» и «За гагарой с чёрным пером», выпущенные на альбоме «Ва-Банка» «Нижняя тундра» (1999), и композицию «Предательство и контрабанда», вышедшую на альбомах «Город X» (2007) и «Песни моряков» (2008), а также написал про него рассказ, который впоследствии опубликовали в журнале «Русский пионер». В 2011 году музыкант решил вновь вернуться к этому герою и посвятил ему целый альбом, куда вошли упомянутые выше три песни с изменёнными аранжировками и одна новая песня про Васю-Совесть «А зори здесь тихие». Бунтарскую концепцию продолжают песни «Команданте Че» и «Костя Шум и Гам», в последней присутствует пение настоящего соловья — Скляр записал его ноутбуком у окна своей дачи.
«Вася-Совесть» сочинился на даче, в ситуации «внутреннего спокойствия и расслабленности, с гитарой в руке». В общей сложности работа над альбомом заняла десять месяцев, запись материала и сведение происходили в студии «Артбункер». Презентация диска прошла 21 октября в московском клубе «16 тонн», 24 октября состоялся релиз «Васи-Совести», причём как на CD-носителе, так и на виниле. Кроме того, было выпущено дорогое подарочное издание, куда помимо всего прочего вошёл дополнительный диск с аудиорассказом и документальным фильмом, рассказывающим историю записи пластинки. На песни «Люба-бабавая» и «Команданте Че» были сняты видеоклипы.
Критик Вадим Пономарёв отметил, что представленные в песнях герои несут в себе мощную идейную основу, позволяющую дистанцироваться от бессмысленности и безумия буржуазного существования, в целом дав альбому положительную оценку: «Александр Ф. Скляр стал артистом такого класса, что может петь под гитару — и всё равно его будут слушать и восхищаться удивительной для наших широт сочетанием мужественной брутальности и элегантного дендизма». Обозреватель «Московского комсомольца» Илья Легостаев сделал вывод, что: «Вася-Совесть» предназначен для массового использования, однако «комфортное звучание большей части песен не делает их легковесными — добрую половину альбома можно наградить термином городской романс, но это романсы с оголенными нервами, и к тому же спетые голосом, который даже эстрадный шлягер может превратить в неформальный хит».

## Список композиций
Слова и музыка всех песен — написаны Александром Ф. Скляром.
| №                   | Название                    | Длительность |
| ------------------- | --------------------------- | ------------ |
| 1.                  | «Люба — бабавая»            | 3:37         |
| 2.                  | «А зори здесь тихие»        | 5:39         |
| 3.                  | «Ад-и-Рай»                  | 3:36         |
| 4.                  | «За гагарой с чёрным пером» | 6:21         |
| 5.                  | «Двадцать»                  | 4:13         |
| 6.                  | «Чёрные лилии»              | 3:46         |
| 7.                  | «Костя Шум и Гам»           | 5:00         |
| 8.                  | «Родос»                     | 4:40         |
| 9.                  | «Туман»                     | 3:30         |
| 10.                 | «Помнишь…»                  | 3:27         |
| 11.                 | «Команданте Че»             | 3:47         |
| Общая длительность: | Общая длительность:         | 48:00        |

## Участники записи
- Александр Ф. Скляр — гитара, вокал;
- Александр Белоносов — клавишные;
- Денис Скопин — гитара;
- Николай Балакирев — ударные;
- Алексей Рыславский — бас-гитара, контрабас;
- Рушан Аюпов — баян.